# スルツク公
スルツク公はトゥーロフ・ピンスク公国の分領公国（後にリトアニア大公国、ポーランド・リトアニア共和国に所属）だったスルツク公国の君主の称号である。（「公」はクニャージからの訳出による。）公・公国の名は、その中心都市だったスルツクによる。

## スルツク公の一覧
（※オレリコ家の公のラテン語表記はリトアニア語による。）
リューリク朝・モノマフ家(ru)
- ウラジーミル・ムスチスラヴィチ - 在位：1161年 - 1162年

リューリク朝・トゥーロフ・イジャスラフ家
（この間、トゥーロフ・イジャスラフ家による統治。詳細は不明）
- ユーリー - 在位：1387年

ゲディミナス朝
- ヴラディミラス・アルギルダイティス - 在位：1395年 - 1398年

オレリコ家(ru)
- Aleksandras Olelka(lt) - 在位：1398年 - 1454年
- Mykolas Olelkaitis(ru)  - 在位：1454年 - 1470 / 1481年
- Simonas Olelkaitis(ru) - 在位：1481年 - 1505年
- Jurijus Olelkaitis(ru) - 在位：1505年 - 1542年
- Simonas Olelkaitis - 在位：1542年 - 1560年
- Jurijus Olelkaitis(ru) - 在位：1560年 - 1572年
- Jurijus Olelkaitis(ru)  - 在位：1572年 - 1586年　※上記の人物の息子。また公国領は以下の2人の兄弟と共に分割相続
- Jonas Simonas Olelkaitis - 在位：1572年 - 1591年
- Aleksandras Olelkaitis - 在位：1572年 - 1592年
- Sofija Olelkaitė(ru) - 在位：1586年 - 1692年　※在位：1572年～のJurijusの娘。3兄弟に分割された領土を統合相続

ラジヴィウ家
- ヤヌシュ・ラジヴィウ - 在位：1612年 - 1620年　※Sofija Olelkaitėの夫。Sofijaの死後に相続
- ボグスワフ・ラジヴィウ - 在位：1620年 - 1669年

1791年、公位廃止